# Gunnel Bohman (bibliotekarie)
För operasångerskan med samma namn, se Gunnel Bohman (född 1959).
Gunnel Bohman, ogift Mossberg, född 7 april 1913 i Gustav Vasa församling i Stockholm, död 14 februari 1994 i Engelbrekts församling i Stockholm, var en svensk bibliotekarie.
Gunnel Bohman var dotter till advokaten Torsten Mossberg och Elin, ogift Björlin. Efter akademiska studier blev hon filosofie kandidat vid Stockholms högskola 1936. Hon verkade under många år vid Riksdagsbiblioteket, Stockholm, där hon blev amanuens 1937, bibliotekarie 1947 och var förste bibliotekarie 1965–1978.
Hon var styrelseledamot av Svenska Bibliotekariesamfundet 1967–1972, sekreterare i International Federation of Library Associations and Institutions (IFLA) sektion för parlaments- och admin. bibliotek 1965–1971. Hon var redaktör för Riksdagsbibliotekets Katalog 1937–1945 (1948), Förteckning över nyförvärv 1948–1966 och Årsbibliografi över Sveriges offentliga publikationer 1948–1980.
Gunnel Bohman var 1939–1953 och från 1960 gift med moderatledaren Gösta Bohman (1911–1997) och blev mor till bland andra Kajsa Lindståhl och Mia Bohman Bildt. Under 1980-talet blev Gunnel alltmer frånvarande och okontaktbar. Maken Gösta 1990 skrev en bok om sina upplevelser, "Sagan om Gunnel - i Alzheimers skugga".